# Голям гръден мускул
Големият гръден мускул (m. pectoralis major) е голям и мощен ветрилообразен мускул. Намира се в предната част на гръдния кош на тялото и заема цялата предна повърхност на гръдния кош. При висящо положение на горния крайник има четириъгълна форма. С латералната си част той изгражда предната стена на подмишничната яма. Големият гръден мускул заема основна част от гръдните мускули при мъжете, а при жените се намира под гърдите. Под него се намира малкия гръден мускул (m. pectoralis minor), които е триъгълен.

## Начални места
Според началните си места той има три части – pars clavicularis, pars sternocostalis и pars abdominalis:

### Pars clavicularis
Започва от медиалната половина на ключицата.

### Pars sternocostalis
Започва от предната повърхност на гръдната кост и хрущялите на II до VII ребро

### Pars abdominalis
Започва от горната предна стена на влагалището на правия коремен мускул.

## При животните
В анатомичната класификация на животните мускулът е представен от два повърхностни гръдни мускула (m. pectorales superficiales) – m. pectoralis descendens и m. pectoralis transversus. Първият започва от дръжката на гръдната кост и завършва на раменната кост. Вторият започва от областта на 1 – 6-и ребрен хрущял и завършва в подраменната фасция. Двата мускула приближават крайника към трупа. Гръдната фасция покрива m. pectoralis transversus, който се насочва встрани към подраменната област и завършва в подраменната фасция.
При преживни двата мускула са слабо развити и не са ясно разграничени. При свиня m. pectoralis descendens е тънък, а m. pectoralis transversus завършва на раменната кост и подраменната фасция. При кон m. pectoralis descendens е къс, дебел и малко закръглен.
При птиците мускулът е по-голям и изцяло покрива дълбокия гръден мускул. Служи за свиване крилете надолу.M. pectoralis е най-големият мускул на тялото, чиято месеста част е свързана с гърдите и неговата маса съставлява до 47 % от цялата мускулатура. Мускулът е съставен от три различни по големина части: pars subcutanea thoracica et abdominalis и pars propatagialis.